# CBP One
CBP One, o CBP Home desde marzo de 2025, es una aplicación móvil desarrollada por Aduanas y Protección Fronteriza de los Estados Unidos (CBP).
Fue lanzado originalmente en octubre de 2020 para ayudar a las empresas de transporte comercial a programar inspecciones de carga, sin embargo, su funcionalidad se amplió en 2023 para incluir a los migrantes que realizan solicitudes de asilo. La aplicación enfrentó críticas de los republicanos, quienes argumentaron que facilitaba inmigración ilegal, permitiendo a las personas ingresar a los Estados Unidos antes de que sus solicitudes de asilo sean examinadas completamente. Los críticos temían que esto pudiera llevar a más casos de “captura y liberación”, donde a las personas se les permite permanecer en los Estados Unidos m
La administración de Trump cerró la aplicación el 20 de enero de 2025, y luego lo relanzó en marzo de 2025 con un nuevo propósito de ayudar a los inmigrantes ilegales en la autodeportación, renombrándolo como "CBP Home".

## Historia
CBP One se lanzó el 28 de octubre de 2020, principalmente para ayudar a las empresas de transporte comercial a programar inspecciones de carga.
En enero de 2023, la funcionalidad de CBP One se amplió para incluir a los migrantes no autorizados que buscan protección contra la violencia, la pobreza o la persecución.
En mayo de 2023, la administración de Biden designó a CBP One como la única vía para solicitar asilo en la frontera entre Estados Unidos y México y concertar citas de asilo. Casi un millón de personas concertaron citas de evaluación utilizando la aplicación (alrededor de 1450 cada día) desde enero de 2023.
El 20 de enero de 2025, poco después de asumir el cargo, la administración de Trump puso fin al uso de la aplicación. Además de que la aplicación ya no se utiliza, se cancelaron todas las citas existentes con la aplicación. Las citas confirmadas a las 5:00 a. m. del día de la inauguración se mantuvieron según lo programado, pero a la 1:00  p. m. la aplicación notificó a los solicitantes de asilo que su cita había sido cancelada. Algunas de las personas con citas canceladas formaban parte de un programa de transporte mexicano para personas con citas confirmadas de la CBP.
La aplicación se relanzó en marzo de 2025 como CBP Home para ayudar a los inmigrantes ilegales en la autodeportación de los Estados Unidos. Según la secretaria del DHS Kristi Noem, los inmigrantes ilegales que usan la aplicación y abandonan el país voluntariamente pueden tener la oportunidad de regresar legalmente en el futuro, mientras que aquellos que están sujetos a La deportación no tendría ninguna posibilidad de obtener la residencia legal.

## Característica
CBP One facilitaba el acceso a una variedad de servicios de la CBP. Fue la plataforma obligatoria para que los migrantes en la frontera entre México y Estados Unidos programarán citas para el procesamiento de asilo en los puertos de entrada. Las organizaciones humanitarias y los afectados por la aplicación presentaron una demanda colectiva contra el gobierno de los EE. UU. Argumentaron que la necesidad de acceso a Internet y un teléfono inteligente, así como las opciones de idioma limitadas, dificultaban la solicitud de asilo. En un informe de 2024, Amnistía Internacional describió el proceso de selección de la aplicación como una "lotería", en la que algunos esperan más de un año.
Además, fue la solicitud obligatoria para que los cubanos, haitianos, nicaragüenses y venezolanos presenten los datos biométricos necesarios para la autorización de viaje y la libertad condicional bajo programas nacionales específicos. La recopilación de información personal fue criticada por Amnistía Internacional, añadiendo que sus sistemas de reconocimiento facial no eran fiables para algunos grupos demográficos y tenían potencial de discriminación.
CBP One requería que los migrantes estuvieran ubicados en el centro y norte de México para su funcionalidad. La aplicación verificaba la ubicación de un usuario y bloqueaba los intentos de hacer citas desde fuera de las regiones autorizadas.
CBP One estaba disponible en Android e iOS en cinco idiomas: inglés, español , ruso, portugués y criollo haitiano.
CBP Home se puede utilizar para notificar al DHS sobre autodeportación, solicitar formularios I-94, solicitar inspecciones de equipaje y carga, presentar manifiestos de viaje, y verificar los tiempos de espera para los cruces fronterizos.